# Kluisbos
Kluisbos är en skog i Belgien.   Den ligger i provinsen Östflandern och regionen Flandern, i den västra delen av landet, 60 km väster om huvudstaden Bryssel.
Trakten runt Kluisbos består till största delen av jordbruksmark. Runt Kluisbos är det tätbefolkat, med 331 invånare per kvadratkilometer.